# Campionati europei di badminton 1968
I Campionati europei di badminton 1968 si sono svolti a Bochum, in Germania Ovest. È stata la 1ª edizione del torneo, organizzato dalla Badminton Europe.

## Podi
| Evento              | Oro                            | Argento                        | Bronzo                        |
| Singolare maschile  | Sture Johnsson                 | Wolfgang Bochow                | Elo Hansen                    |
| Singolare maschile  | Sture Johnsson                 | Wolfgang Bochow                | Jørgen Mortensen              |
| Singolare femminile | Irmgard Latz                   | Marieluise Wackerow            | Eva Twedberg                  |
| Singolare femminile | Irmgard Latz                   | Marieluise Wackerow            | Angela Bairstow               |
| Doppio maschile     | David Eddy Roger Powell        | Tony Jordan Roger Mills        | Robert McCoig Mac Henderson   |
| Doppio maschile     | David Eddy Roger Powell        | Tony Jordan Roger Mills        | Franz Beinvogl Willi Braun    |
| Doppio femminile    | Margaret Boxall Susan Whetnall | Angela Bairstow Gillian Perrin | Agnes Geene Joke van Beusekom |
| Doppio femminile    | Margaret Boxall Susan Whetnall | Angela Bairstow Gillian Perrin | Anne Flindt Bente Sørensen    |
| Doppio misto        | Tony Jordan Susan Whetnall     | Roger Mills Gillian Perrin     | Wolfgang Bochow Irmgard Latz  |
| Doppio misto        | Tony Jordan Susan Whetnall     | Roger Mills Gillian Perrin     | Klaus Kaagaard Anne Flindt    |

## Medagliere
| Pos.   | Paese          | Oro | Argento | Bronzo | Totale |
| ------ | -------------- | --- | ------- | ------ | ------ |
| 1      | Inghilterra    | 3   | 3       | 1      | 7      |
| 2      | Germania Ovest | 1   | 2       | 2      | 5      |
| 3      | Svezia         | 1   | 0       | 1      | 2      |
| 4      | Danimarca      | 0   | 0       | 4      | 4      |
| 5      | Scozia         | 0   | 0       | 1      | 1      |
| 5      | Paesi Bassi    | 0   | 0       | 1      | 1      |
| Totale | Totale         | 5   | 5       | 10     | 20     |